# El Vacie
El Vacie es un asentamiento chabolista situado en la zona norte de Sevilla, junto al muro del Cementerio de San Fernando. Llegó a ser el asentamiento chabolista más antiguo de Europa.

## Historia del asentamiento
Las primeras chabolas de este asentamiento datan de 1932, aunque según otras fuentes datan de 1954, y en 2008 contaba con 46 chabolas y 90 casas prefabricadas de chapa metálica en las que se alojan 120 familias. El asentamiento presenta graves problemas de salubridad y de presencia de ratas.
En 2009 se llegaron a contabilizar 908 vecinos, si bien desde entonces, la población ha disminuido hasta los 529 habitantes con los que contaba a finales de 2016 gracias a una política de realojos, en la cual se derriban las chabolas abandonadas, evitando posteriormente el que se vuelvan a edificar. La Unión Europea destinó en 2016 4 350 000 € como parte de un plan programado para acabar con el asentamiento en 2020. Dicho desmantelamiento empezó de forma paulatina, con realojos que se realizaban poco a poco y tras los cuales se derribaban las chabolas que se abandonaban para evitar su reocupación, a la vez que las zonas liberadas se iban incorporando al  futuro Parque Norte.
El 24 de noviembre de 2020 la gerencia de urbanismo del ayuntamiento de Sevilla inició los trámites de contratación para la demolición del asentamiento, con un presupuesto máximo de 130 000 €, estando prevista ya por planes anteriores el realojo de las 120 familias que en aquel momento (2008) quedaban en el asentamiento.

## Personajes
- María Díaz Cortés, que alcanzó la edad de 117 años,[7] la persona más anciana de España y desde el 24 de enero de 2007, posiblemente la decana de la Humanidad hasta su fallecimiento en 2009.
- Las "Bernardas del Vacie". Ocho mujeres de etnia gitana que han recorrido toda España como un colectivo teatral con dos espectáculos: La Casa de Bernarda Alba y Fuenteovejuna. El Centro Internacional de Investigación Teatral TNT/Atalaya que se encuentra en las inmediaciones de El Vacie organizó unos talleres de teatro comunitario en 2009 de los que salieron estos dos espectáculos que se presentarían en el Teatro Español de Madrid y en medio centenar más de ciudades, incluyendo Rotterdam (Festival ICAFF). Han recibido numerosos galardones, entre ellos el Premio de la Comunidad Gitana Europea y la Comisión de Justicia Europea puso el proyecto como "Ejemplo de buenas prácticas en la inclusión social".[8][9][10][11][12][13]